# Tshimbulu
Tshimbulu est une localité du territoire de Dibaya de la province du Kasaï-Central en République démocratique du Congo.

## Géographie
Elle est située sur la route nationale RN 40 à 118 km au sud-ouest du chef-lieu provincial Kananga, entre Kananga et Mwene-Ditu.

## Histoire
En juin 2013, la localité se voit conférer le statut de ville, constituée de deux communes : Lukula et Tshimakaka. Ce statut ne sera pas maintenu lors de la réforme administrative mise en place en 2015.

## Administration
Localité de 9 371 électeurs recensés en 2018, elle a le statut de commune rurale de moins de 80 000 électeurs, elle compte 7 conseillers municipaux en 2019.

## Population
Le dernier recensement de la population date de 1984,.
| 1984 | 2004   | 2012   |
| ---- | ------ | ------ |
| -    | 16 549 | 20 275 |